# Kreis Wreschen

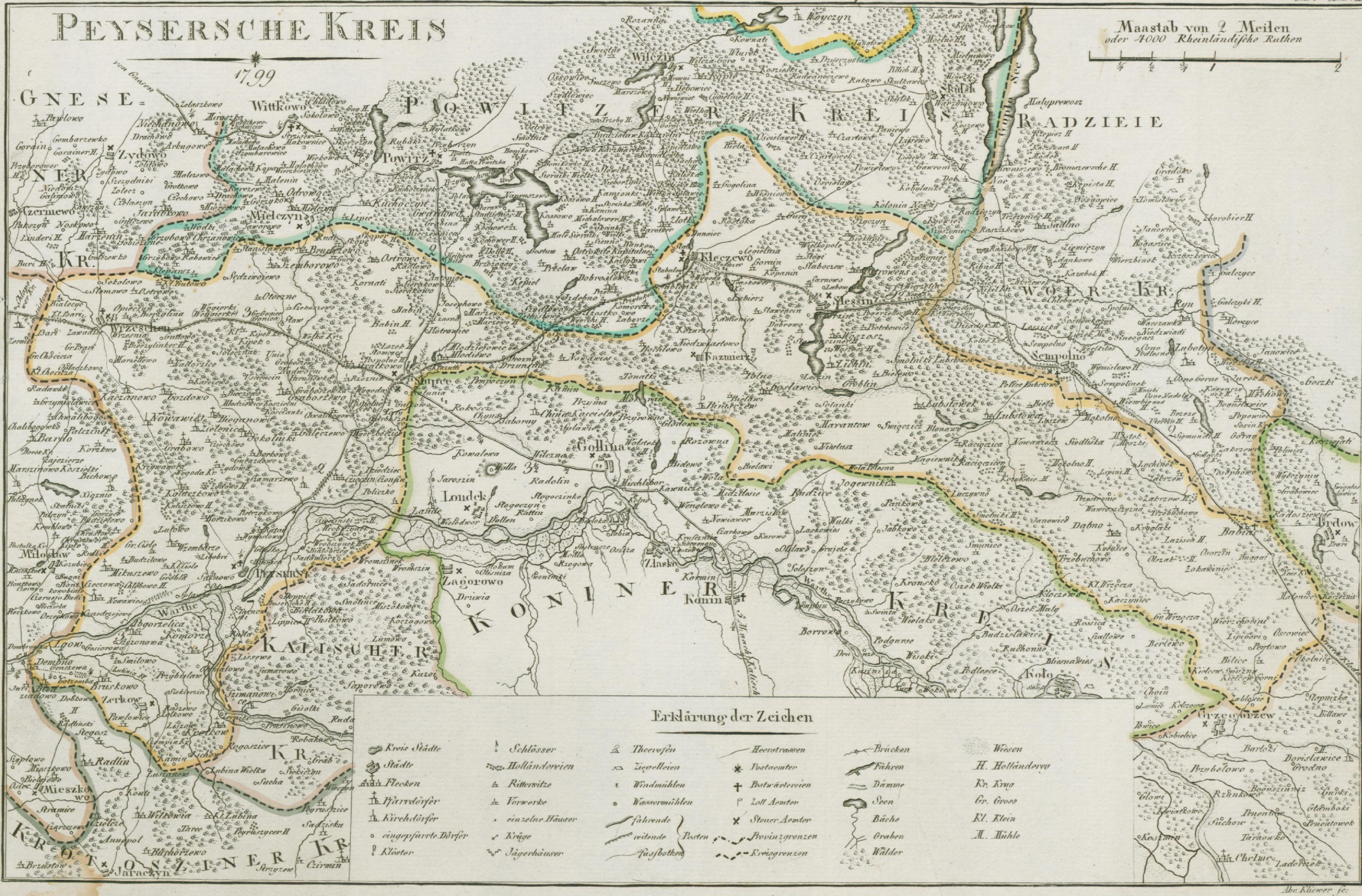
Der Kreis Peysern in Südpreußen

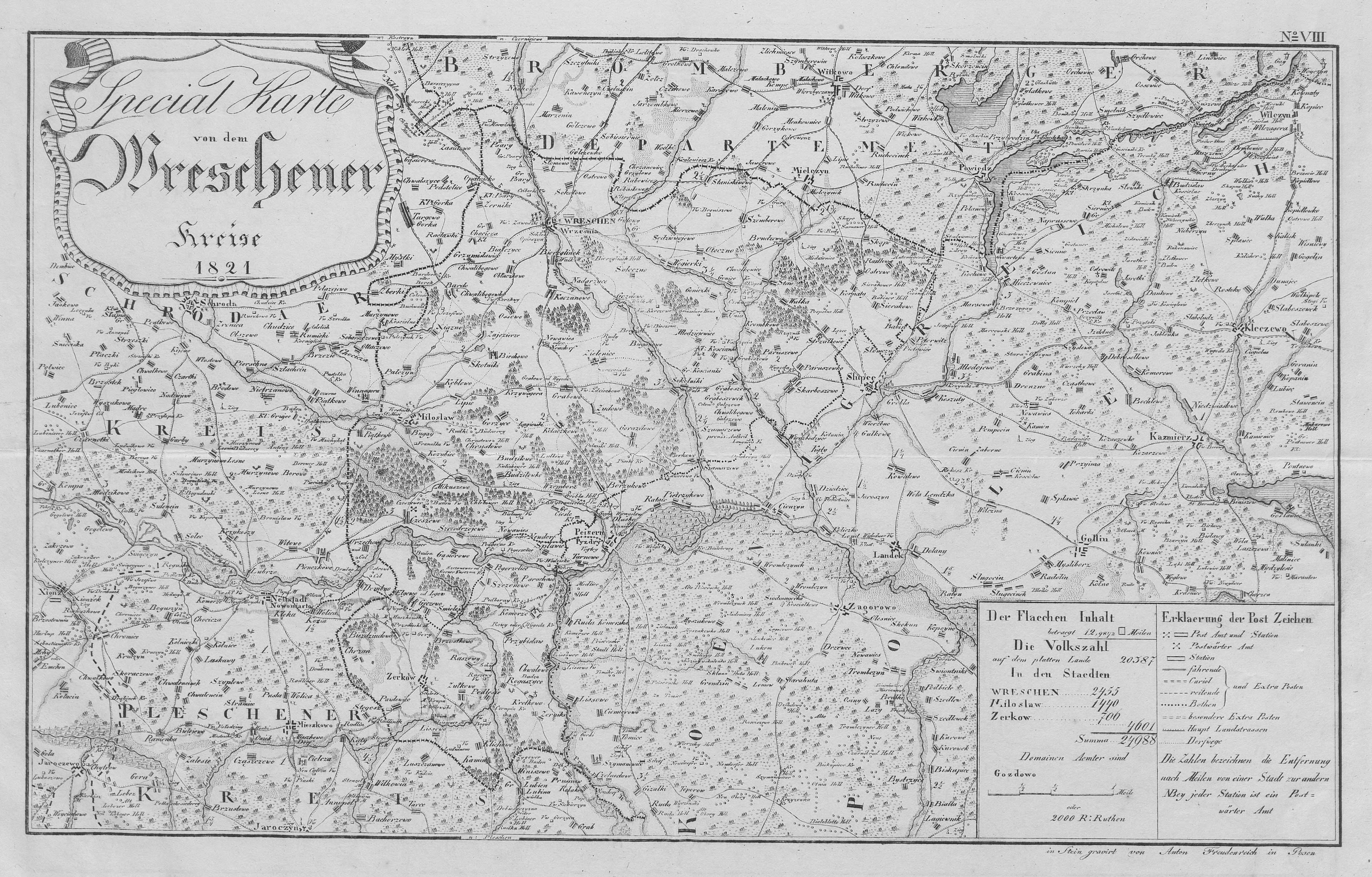
Der Kreis Wreschen in den Grenzen von 1818 bis 1887

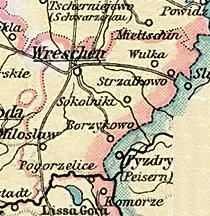
Der Kreis Wreschen in den Grenzen von 1887 bis 1919

Der Kreis Wreschen bestand von 1819 bis 1919 in der preußischen Provinz Posen. Er ging aus dem Westteil des 1793 in der preußischen Provinz Südpreußen gegründeten Kreises Peysern hervor.
Der Landkreis Wreschen war außerdem während des Zweiten Weltkrieges eine deutsche Verwaltungseinheit im besetzten Polen (1939–1945).

## Größe
Der Kreis Wreschen hatte bis 1887 eine Fläche von 730 km² und seitdem von 561 km².

## Geschichte
Das Gebiet um die beiden großpolnischen Städte Września (deutsch Wreschen) und Pyzdry (deutsch Peysern oder Peisern) gehörte nach der Zweiten Teilung Polens von 1793 bis 1807 zum Kreis Peysern in der preußischen Provinz Südpreußen. Durch den Frieden von Tilsit kam der Kreis Peysern 1807 zum Herzogtum Warschau. Nach dem Wiener Kongress fiel der Westteil des Kreises am 15. Mai 1815 erneut an das Königreich Preußen und wurde Teil des Regierungsbezirks Posen der Provinz Posen. Im Zuge einer nachträglichen Grenzkorrektur wurde der östliche Rand des Kreises mit den Städten Pyzdry und Słupca am 11. November 1817 an das von Russland beherrschte Kongresspolen abgetreten.
Bei den preußischen Verwaltungsreformen wurde zum 1. Januar 1818 im Regierungsbezirk Posen eine Kreisreform durchgeführt, bei der der in Preußen gelegene Rest des Kreis Peysern vom Kreis Schroda das Gebiet um die Stadt Miloslaw dazu erhielt.
Sitz des Landratsamtes des seit dem 31. Juli 1819 Kreis Wreschen genannten Kreises wurde die Stadt Wreschen.
Als Teil der Provinz Posen wurde der Kreis Wreschen am 18. Januar 1871 Teil des neu gegründeten Deutschen Reichs, wogegen die polnischen Abgeordneten im neuen Reichstag am 1. April 1871 protestierten.
Am 1. Oktober 1887 wurden die Stadt Zerkow und der gleichnamige Polizeidistrikt vom Kreis Wreschen an den neugebildeten Kreis Jarotschin abgetreten.
Am 27. Dezember 1918 begann in der Provinz Posen der Großpolnische Aufstand der polnischen Bevölkerungsmehrheit gegen die deutsche Herrschaft. Bereits am 28. Dezember kam es auch in der Kreisstadt Wreschen zu Unruhen, und im Januar 1919 war das Gebiet des Kreises Wreschen unter polnischer Kontrolle.
Am 16. Februar 1919 beendete ein Waffenstillstand die polnisch-deutschen Kämpfe, und am 28. Juni 1919 trat die deutsche Regierung mit der Unterzeichnung des Versailler Vertrags den Kreis Wreschen auch offiziell an das neu gegründete Polen ab.

## Einwohnerentwicklung
| Jahr | Einwohner | Quelle |
| ---- | --------- | ------ |
| 1818 | 29.653    | [ 4 ]  |
| 1846 | 37.074    | [ 5 ]  |
| 1871 | 40.046    | [ 6 ]  |
|      |           |        |
| 1890 | 32.848    |        |
| 1900 | 35.449    | [ 1 ]  |
| 1910 | 39.878    | [ 1 ]  |

Von den Einwohnern des Kreises waren 1890 85 % Polen, 12 % Deutsche und 3 % Juden. Die Mehrzahl der deutschen Einwohner verließ nach 1919 das Gebiet.

## Politik

### Landräte
- 0000–180200von Naurath[7]
- 1802–180600Christian von Horn-Rogowski[7]
- 1818–183400von Moszczenski
- 1834–183800von Graevenitz
- 1838–184500Jérôme von Schlotheim (1809–1882)
- 1848–185100Edmund von Baerensprung (1816–1868)
- 1853–186300Emil Freymark (1825–1894)
- 1863–186800Maximilian Senfft von Pilsach (1828–1903)
- 1873–187600Julius Feige
- 1876–188300Heinrich von Seidlitz
- 1883–189000von Loos
- 1890–190100Kühne
- 1901–190800Adolf von Massenbach (1868–1947)
- 1908–191900Egon von Haber (* 1875)

### Wahlen
Der Kreis Wreschen gehörte zum Reichstagswahlkreis Posen 8. Der Wahlkreis wurde bei allen Reichstagswahlen zwischen 1871 und 1912 von Kandidaten der Polnischen Fraktion gewonnen:
- 187100Władysław Taczanowski
- 187400Władysław Taczanowski
- 187700Stefan von Zoltowski
- 187800Stefan von Zoltowski
- 188100Theophil Magdzinski
- 188400Theophil Magdzinski
- 188700Theophil Magdzinski
- 189000Sigismund von Dziembowski-Pomian
- 189300Sigismund von Dziembowski-Pomian
- 189800Sigismund von Dziembowski-Pomian
- 190300Anton von Chlapowski
- 190700Wladislaus Seyda
- 191200Wladislaus Seyda

## Kommunale Gliederung
Zum Kreis Wreschen gehörten zuletzt die Städte Miloslaw und Wreschen; bis 1887 auch Zerkow. Die (Stand 1908) 69 Landgemeinden und 64 Gutsbezirke waren in Polizeidistrikten zusammengefasst.

## Gemeinden
Am Anfang des 20. Jahrhunderts gehörten die folgenden Gemeinden zum Kreis:
| - Babin - Bardo - Bialepiontkowo - Biechowo - Bieganowo - Bierzglin - Bierzglinek - Borzykowo - Brückenau - Budzilowo - Chlebowo - Chocicza - Czeszewo - Dörenburg - Galenzewo - Geistlich Ostrowo - Gorazdowo - Gorzyce | - Gozdowo - Graboszewo - Grabowo - Groß Ciesle - Groß Psary Hauland - Jagenau - Janowo - Kaczanowo - Kathrindorf - Klein Gutowy - Kokczyn - Kolaczkowo - Königlich Neudorf - Kornaty - Krzywagora - Lagiewki - Lenzec - Lipie | - Miloslaw, Stadt - Mlodziejewice - Neudorf am Berge - Neuhausen - Oblaczkowo - Orzechowo - Otoczno - Palczyn - Polnisch Psary - Pospolno - Rudki - Scherze - Sendschau - Skarboszewo - Skotnik - Slomowo - Sockelstein - Sokolnik | - Sokolowo - Soleczno - Splawie - Stanislawowo - Strzalkowo - Szamarzewo - Szczodrzejewo - Szemborowo - Waldhorst - Walkowitz - Wembusch - Wengierki - Wilhelmsau - Wreschen, Stadt - Xionzno - Zberki - Zieliniec - Zydowo |

Bis auf wenige Ausnahmen galten nach 1815 die polnischen Ortsnamen weiter, zu Beginn des 20. Jahrhunderts wurden mehrere Ortsnamen eingedeutscht.

## Der Landkreis Wreschen im besetzten Polen (1939–1945)

### Geschichte

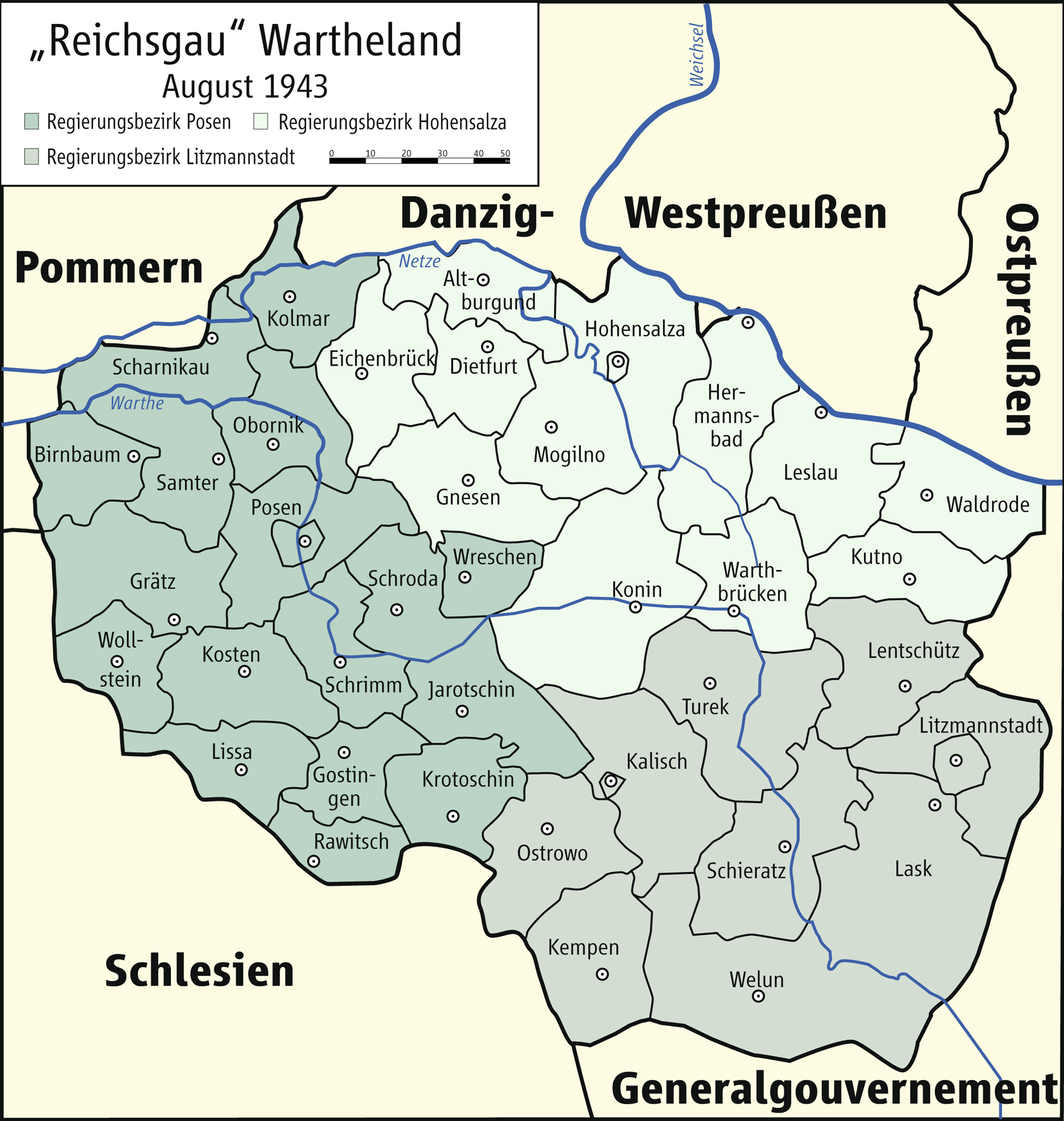
Regierungsbezirke und Kreise im Reichsgau Wartheland

Im Zweiten Weltkrieg bildeten die deutschen Besatzungsbehörden den Landkreis Wreschen im Regierungsbezirk Posen. Die am 26. Oktober 1939 vollzogene Annexion des Gebietes durch das Deutsche Reich war als einseitiger Akt der Gewalt völkerrechtlich aber unwirksam. Die jüdischen Einwohner wurden im Zweiten Weltkrieg von den deutschen Besatzungsbehörden in Konzentrationslager verschleppt. Mit dem Einmarsch der Roten Armee im Januar 1945 endete die deutsche Besetzung.

### Landräte
- 1939–194100Herbert Nierentz
- 1941–194500Büttner

### Kommunale Gliederung
Während der deutschen Besetzung im Zweiten Weltkrieg erhielt nur Wreschen 1942 die Stadtrechte laut Deutscher Gemeindeordnung von 1935, die übrigen Gemeinden wurden in Amtsbezirken zusammengefasst.

### Ortsnamen
Während der deutschen Besetzung wurden durch unveröffentlichten Erlass vom 29. Dezember 1939 zunächst die 1918 gültigen Ortsnamen übernommen, es erfolgten aber bald beliebige Eindeutschungen durch die lokalen Besatzungsbehörden. Am 18. Mai 1943 erhielten alle Orte mit einer Post- oder Bahnstation deutsche Namen, dabei handelte es sich meist um lautliche Angleichungen, Übersetzungen oder freie Erfindungen.
Größere Gemeinden im Landkreis Wreschen:
| polnischer Name     | deutscher Name (1815–1919)          | deutscher Name (1939–1945)                              |
| ------------------- | ----------------------------------- | ------------------------------------------------------- |
| Biechowo            | Biechowo                            | Lorenzdorf                                              |
| Bugaj               | Bugaj                               | Bügen                                                   |
| Czeszewo            | Czeszewo                            | Zeugnersruh                                             |
| Gozdowo             | Gozdowo Gosdau (1906–1919)          | Gosdau                                                  |
| Kaczanowo           | Kaczanowo                           | Entenau                                                 |
| Miłosław            | Miloslaw                            | Liebenau (1939–1943) Liebenstädt (1943–1945)            |
| Nowa Wieś Królewska | Königlich Neudorf                   | Königlich Neudorf (1939–1943) Königsneudorf (1943–1945) |
| Oblaczkowo          | Oblaczkowo Oblatschkowo (1906–1919) | Runddorf (1939–1943) Kringeln (1943–1945)               |
| Psary Polskie       | Polnisch Psary                      | Feldkamp                                                |
| Sędziwojewo         | Sendschau                           | Sendschau                                               |
| Skarboszewo         | Skarboszewo                         | Karben                                                  |
| Sokolniki           | Sokolnik Sockelstein (1906–1919)    | Sockelstein                                             |
| Strzałkowo          | Strzalkowo Stralkowo (1906–1919)    | Stralkau                                                |
| Szamarzewo          | Szamarzewo                          | Ellerode                                                |
| Szemborowo          | Szemborowo                          | Langdorf (1939–1943) Schembau (1943–1945)               |
| Września            | Wreschen                            | Wreschen                                                |